# Boiștean
Boișteanul (Phoxinus phoxinus) este un  pește dulcicol de cârd, de talie mică (8–14 cm în lungime și 10-14 g în greutate), din familia ciprinide (Cyprinidae), care trăiește în apele curgătoare reci, cu fundul pietros sau nisipos, din zona de munte și de coline. Este răspândit în Europa, nordul Asiei (Siberia) și bazinul hidrografic al Amurului. Lipsește în Asia Mică. În România se găsește în zona superioară a râurilor și chiar mai jos.
Are corpul alungit, subcilindric (aproximativ  cilindric)  și acoperit, în afară de abdomen, cu solzi foarte fini și mici. Capul este gros cu ochii mici, botul obtuz și scurt și gura mică, semiinferioară. Înotătoarea dorsală, cu baza scurtă, începe în urma înotătoarei ventrale și este plasată mai aproape de coadă decât de cap. Înotătoarea anală începe cu puțin în urma înotătoarei dorsale și ca înălțime este aproape egală cu aceasta. Înotătoarea ventrală, culcată, ajunge până la orificiul anal; ca și înotătoarea pectorală, are marginea rotunjită. Înotătoarea caudală excavată, cu lobii subegali. Coloritul corpului este foarte viu, acestui fapt i se datorește și numele (boiștean, dela boit = vopsit, zugrăvit). Are spatele cenușiu-verzui sau verde închis. Pe mijlocul spatelui se află o dungă neagră. Flancurile sunt galbene-verzui, cu un luciu auriu; abdomenul alb-argintiu sau gălbui. Pe mijlocul flancurilor, se află o serie de 5—8 pete negre.  Înotătoarele sunt slab colorate. În epoca de reproducere, culorile la mascul devin și mai vii.
Se hrănește cu alge, resturi vegetale, moluște, crustacee, viermișori, zooplancton și larve de insecte. Depune icrele pe pietre, în aprilie-mai. Are importanță economică, deoarece constituie hrana naturală a peștilor răpitori, cum sunt salmonidele. Servește ca material de experiență, în laboratoarele de   toxicologie. Carnea este destul de bună, deși ușor amăruie și se întrebuințează mai mult la ciorbă.